# 吉川美夫
吉川 美夫（よしかわ よしお、1899年1月2日 - 1991年）は、日本の言語学者、英語学者、東洋大学名誉教授。

## 来歴
福井県福井市生まれ。高等小学校卒業後、職に就くが英語教員の検定試験を受け教員となる。1917年福井英語学校で河村重治郎の教えを受ける。中学校教諭を経て、1926年富山高等学校教授。1950年富山大学文理学部教授。1956年東洋大学文学部教授。1967年常務理事。1970年東洋大学を定年となり東洋大学短期大学教授。1975年退職。息子も英語学者の吉川道夫。

## 著書
- 役に立つ英文法 中学生のために 文建書房 1948年
- 英文法要説 文建書房 1950年
- 英文法詳説 文建書房 1955年
- 英文法シリーズ 第21巻 文（下）研究社出版 1955年
- 新英文解釈法 語法の研究 文建書房 1957年
- 考える英文法 文建書房 1966年1月

## 共編著
- 新英文解釈練習 河村重治郎共著 三省堂 1958年
- カレッジクラウン英和辞典 大塚高信,河村重治郎共編 三省堂 1964年
- 英文法 1-2 吉川道夫共著 松柏社 1966年2月
- 新クラウン英文解釈 河村重治郎,吉川道夫共著 三省堂 1969年6月
- 入試のためのねらいとまとめの英文法 吉川道夫共著 篠崎書林 1974年12月

## 記念論集
- 吉川美夫教授古稀記念論文集 文建書房 1971

## 参考
- 記念論集の年譜